# Países Andaluzes
Países Andaluzes (em catalão: PaÏsos Andalusos; em castelhano: Países Andaluces), é um movimento nacionalista que busca a independência da Andaluzia do Reino da Espanha e também a inclusão de oito províncias da região espanhola de Múrcia, os territórios portugueses do Alentejo e do Algarve, e o Rife, no norte do Marrocos. A capital seria baseada na cidade de Sevilha.

## Movimento
A ideia que propõe a criação de um Estado soberano baseado num regime republicano federal é defendida dentro do Partido Nacionalista Andaluz Somos Andaluzes e na Assembleia Nacional Andaluza (ANA), sob influência do Referendo de independência da catalã, em outubro de 2017. O principal líder é o escritor e dramaturgo malaguenho Pedro Ignacio Altamirano, justificando que, dentre os motivos para a secessão, um deles seria o facto de, dentro dos limites propostos para a formação da república andaluza, todos hoje seriam falantes da mesma língua. No início de 2017, numa visita ao parlamento catalão, Pedro Altamirano declarou uma base de apoio de mais de 1,500 indivíduos que defendem a independência da Andaluzia.
Em 10 de abril de 2017, os separatistas embarcaram numa visita "oficial" à República da Crimeia, estabelecendo uma Delegação Permanente como representação externa da Andaluzia, caso esta se tornasse um Estado independente. A primeira parada foi a cidade de Simferopol. Durante a visita, que durou seis dias, Altamirano reuniu-se com empresários locais e com a Ministra da Cultura, Tatiana Manezina, para explorar a potencial colaboração futura entre a Crimeia e uma Andaluzia independente.

### Demonstração virtual de soberania
Em 4 de dezembro de 2017, dia nacional de Andaluzia, a Assembleia Nacional Andaluza anunciou que ia declarar a soberania da República Federal da Andaluzia. Apesar de ser meramente virtual, a iniciativa foi considerada simbólica.
O projeto passa por formar um governo virtual, com ministros e delegados, e nomear um presidente da república, apenas numa demonstração aos habitantes da região de como funcionaria a República Federal Andaluza, caso eventualmente viesse a ocorrer uma real declaração de independência.